# Sauda Rajab
Sauda Rajab là một giám đốc điều hành công ty người Kenya, là giám đốc điều hành của Precision Air, một hãng hàng không khu vực tư nhân, có trụ sở tại Tanzania, cung cấp dịch vụ tại các quốc gia thuộc Hồ Lớn châu Phi.

## Bối cảnh và giáo dục
Cô sinh ra ở thành phố cảng Mombasa của Kenya, vào khoảng năm 1964. Khi cô và anh chị em còn nhỏ, cha mẹ cô ly dị, dẫn đến việc người cha đơn thân đã nuôi dạy cô. Cô tốt nghiệp Đại học Nairobi và được đào tạo sau đại học và giáo dục từ trường Kinh doanh London và Đại học Pretoria.

## Nghề nghiệp
Vào năm 1989, Sauda Rajab được thuê làm huấn luyện viên quản lý tại chính phủ (30% vào tháng 9 năm 2015), Kenya Airways (IATA: KQ, ICAO: KQA). Trong cuộc phỏng vấn trước khi thuê mướn, cô thông báo với ban điều hành mong muốn dẫn dắt một hãng hàng không một ngày nào đó, dự đoán chính xác tương lai.
Trong 24 năm tiếp theo, bà đã thăng tiến trong công ty. Bà đã nắm giữ một số vị trí quan trọng tại KQ trên đường đi, bao gồm (a) Tổng Giám đốc Kenya, (b) Tổng Giám đốc khu vực Châu Âu, Châu Mỹ và Châu Á và vị trí cuối cùng của bà tại KQ là (c) Tổng Giám đốc xử lý Hàng hóa 
Vào ngày 1 tháng 3 năm 2013, bà được bổ nhiệm làm Giám đốc điều hành và Giám đốc điều hành của Precision Air (IATA: PW, ICAO: PRF), nơi KQ sở hữu 41,23% cổ phần, tính đến ngày 31 tháng 3 năm 2016. Kể từ khi cô đến công ty PW, cô đã thiết lập những thay đổi và được ghi nhận với sự phục hồi một phần tại hãng hàng không.